# Yasuo Hamanaka
Yasuo Hamanaka (jap. 浜中 泰男, Hamanaka Yasuo; * 1950) ist ein ehemaliger Kupferhändler für die Sumitomo Corporation in Japan. Er war unter den Spitznamen „Mr. Kupferfinger“ und „Mr. Fünfprozent“ bekannt, da er einige Zeit 5 % des Welt-Kupfermarktes beherrscht haben soll. Er ist verheiratet und hat einen Sohn und eine Tochter.
Seine Karriere endete am 5. Juni 1996, als er seinen Vorgesetzten gestehen musste, dass er 1,6 Milliarden Dollar Verlust angehäuft hatte.
1998 wurde er zu acht Jahren Gefängnis verurteilt, von denen er sechs absitzen musste. Der Vorgang wurde als Sumitomo-Affäre bekannt.

## Methode
Yasuo Hamanaka war Vizedirektor der Kupferhandelsabteilung von Sumitomo. Etwa im Jahr 1985 machte die Abteilung Verlust und man begann, den Markt mit fiktiven Käufen zu manipulieren, um den Preis zu erhöhen. Er begann, nachts mit geliehenem Geld heimlich Kupfer aufzukaufen, später soll er auch die Bücher gefälscht haben. Als die Sache aufflog, soll er 400.000 Tonnen Kupfer im Depot gehabt haben.
Als Sumitomo-Händler diese plötzlich auf den fallenden Markt warfen, machten sie noch einmal ca. 800 Millionen Dollar Verlust.
Offiziell gilt Hamanaka als Einzeltäter, was aber von Vielen nicht geglaubt wird. Schon im Jahr 1991 wurden erste Untersuchungen seitens der Tokioter Börse gegen ihn eingeleitet, die zu keinen Konsequenzen führten. Später verklagte die Bank einige Geschäftspartner von Hamanaka. Die Sache kam nie vor Gericht; man einigte sich auf einen Vergleich:
- 2002 zahlte Chase Manhattan (heute: J. P. Morgan) 125 Millionen Dollar
- Merrill Lynch 275 Millionen Dollar[2]
- UBS 85 Millionen Dollar (April 2006)[3]
- Crédit-Lyonnais-Rouse (CLR) 1,1 Milliarden Dollar. (2004)[4]

Im Jahr 2004 wurde bekannt, dass die Broker bei der CLR 8,4 Millionen Dollar Bonus für die Geschäfte erhalten hatten. Die Geschäfte liefen im Juni 1993 unter dem Code MAGM-RADR und umfassten formell etwa 25 % des Weltmarktes oder 2,53 Millionen Tonnen.